# 九州鉄道記念館
九州鉄道記念館（きゅうしゅうてつどうきねんかん）は、福岡県北九州市門司区清滝二丁目3番29号にある鉄道に関する博物館である。

## 概要
2003年8月9日に開館した。門司港駅の近くにあり、館の土地、建物、展示物は九州旅客鉄道（JR九州）の所有物であるが、管理運営は北九州市の指定管理者「九州鉄道記念館運営共同企業体」（構成企業：JR九州メンテナンス、JTB九州、JR九州エージェンシー）が行っている。敷地面積約7,800平方メートル。旧0哩標がある。
また、2007年（平成19年）11月30日には、本館（旧九州鉄道本社）が近代化産業遺産（北九州炭鉱 - 筑豊炭田からの石炭輸送・貿易関連遺産）に認定され、2014年には国の登録有形文化財に登録された。

## 施設内容
本館、車両展示場、ミニ鉄道公園の3つのエリアで構成されている。本館は1891年に建築された赤レンガ造りの初代九州鉄道本社社屋（のち鉄道院、鉄道省、国鉄が使用）を転用しており、九州鉄道の客車チブ37号をはじめ、鉄道模型（ジオラマ：演出時のナレーションは小島一慶）やヘッドマークの展示、門司港 - 折尾間の運転体験ができる運転シミュレーター、キッズルームなどがある。車両展示場では鉄道車両9両が保存されている。
日本の鉄道の博物館では全国初であるミニ鉄道公園では、屋外に設けられた450mmゲージのレール上を走る模型鉄道車両（787系・813系・883系・885系・キハ72系）に乗車し、運転することができる（なお、走行は自動）。
入場料は大人300円・子供150円で、SUGOCAを利用または提示する場合、門司港駅からの乗車が有効となる乗車券類を提示した場合は2割引となる。
館の隣に小倉総合車両センター門司港派出 （旧門司港運転区）がある。車両展示場は営業線と接続されていないが、車両展示場の隣に留置線がある。この留置線を利用して鉄道車両の展示が実施されることがある。
2013年、開館10周年リニューアルに際し、中央ゲート横に前頭部展示コーナー（3両）が設けられ、車両展示場にも寝台客車の追加が行われた。

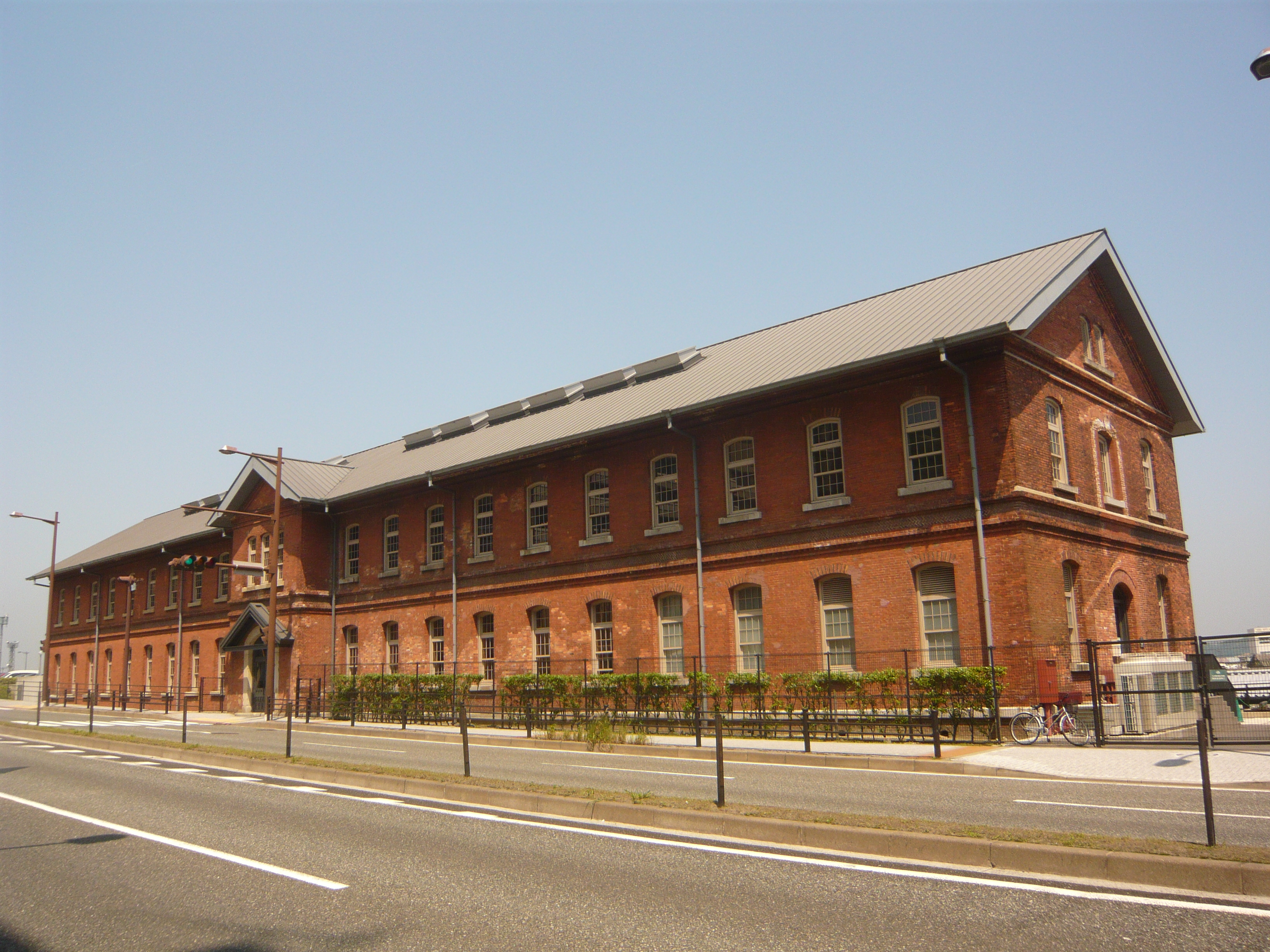
本館・正面（旧九州鉄道本社）
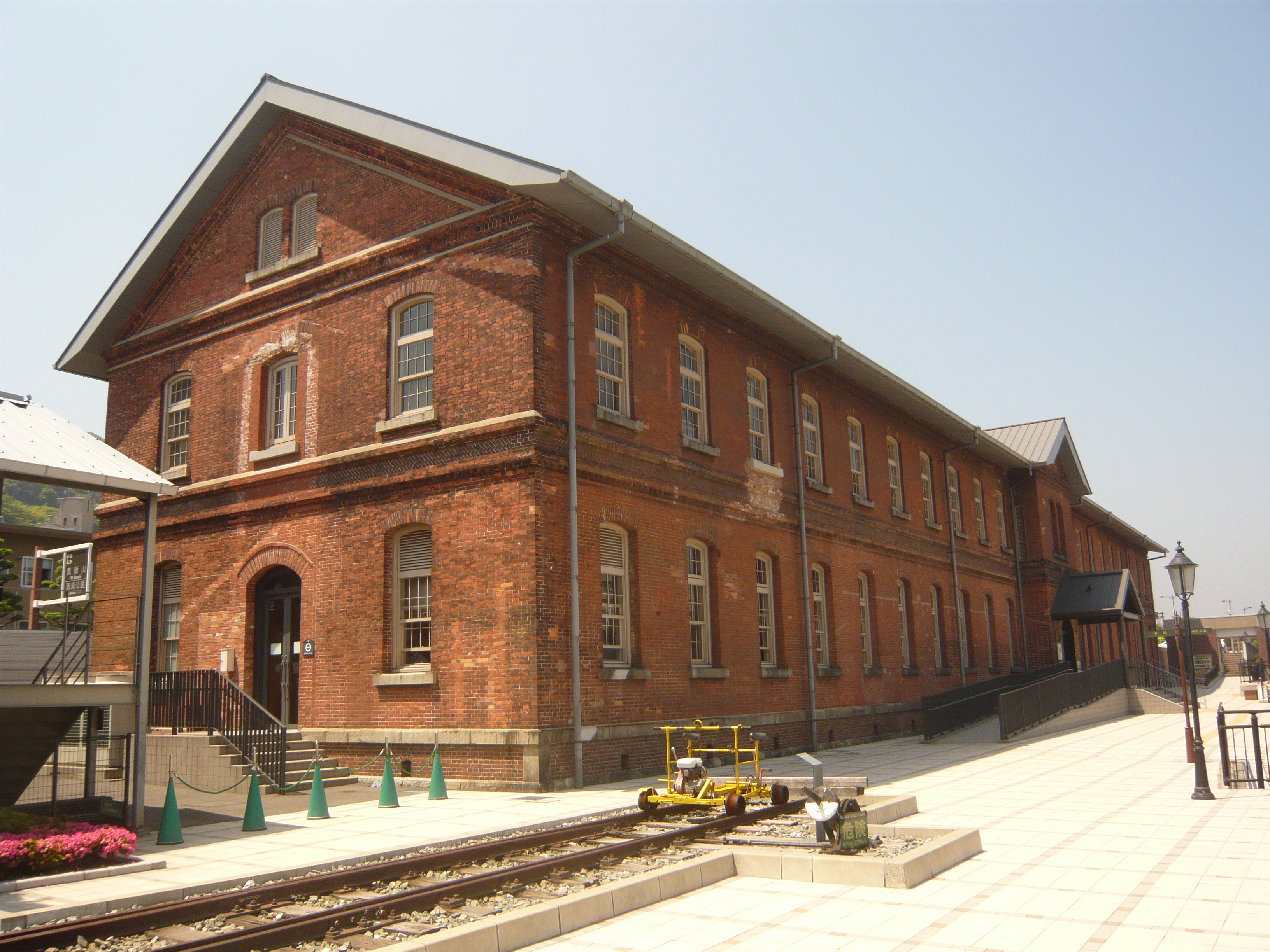
本館・裏側（旧九州鉄道本社）
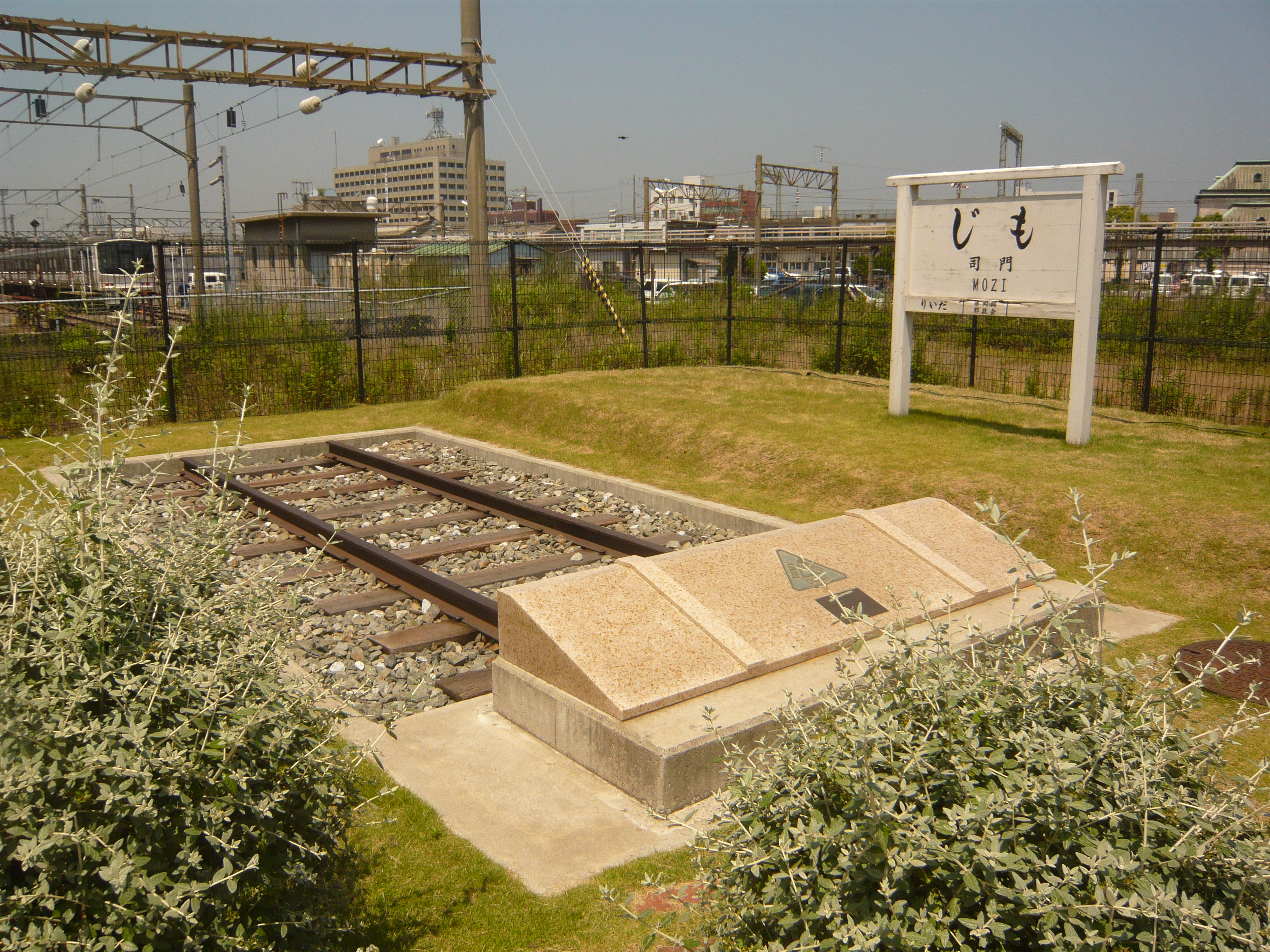
九州鉄道時代を模した門司駅（今の門司港駅）駅名標と旧0哩標
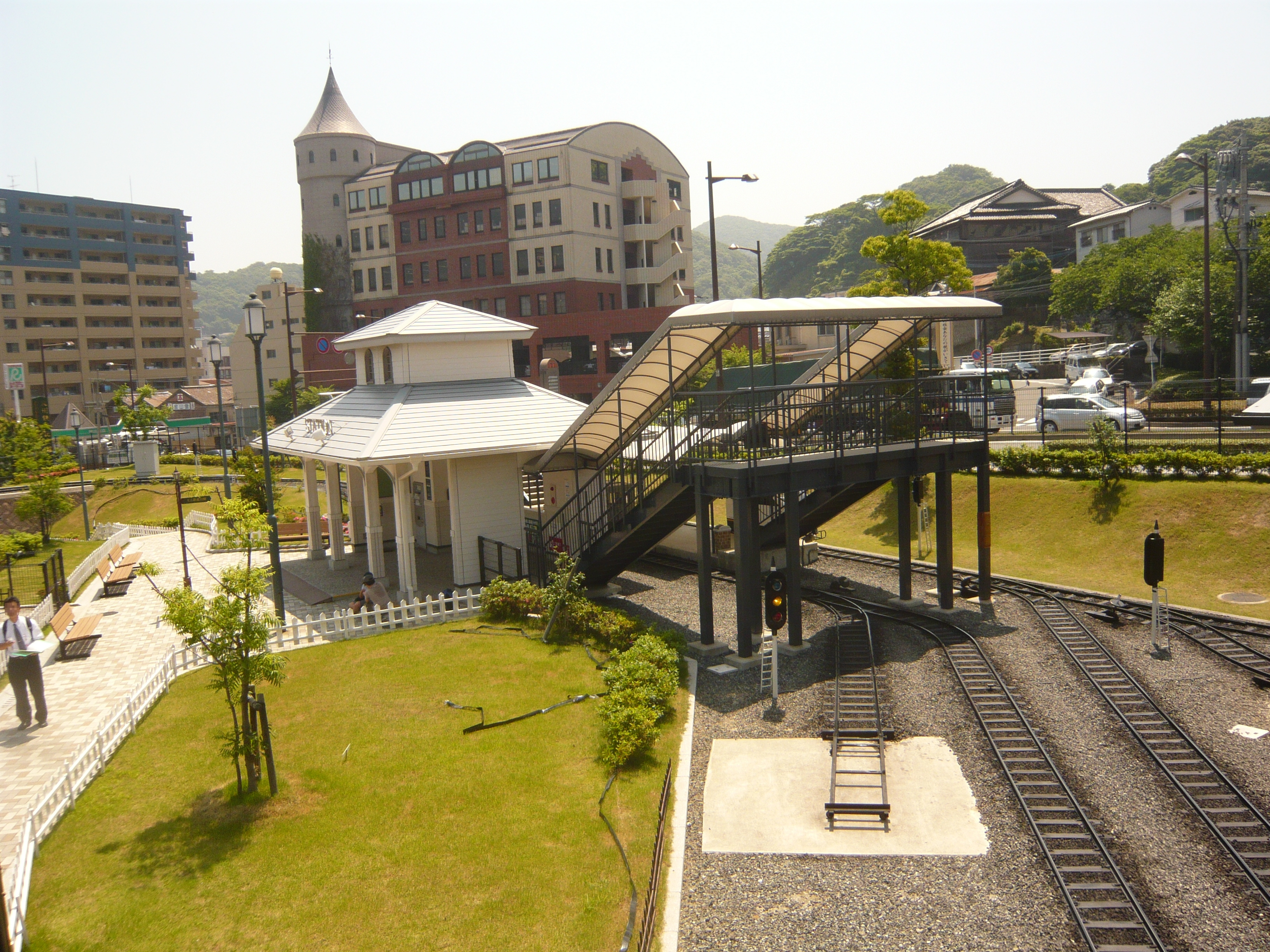
ミニ鉄道公園
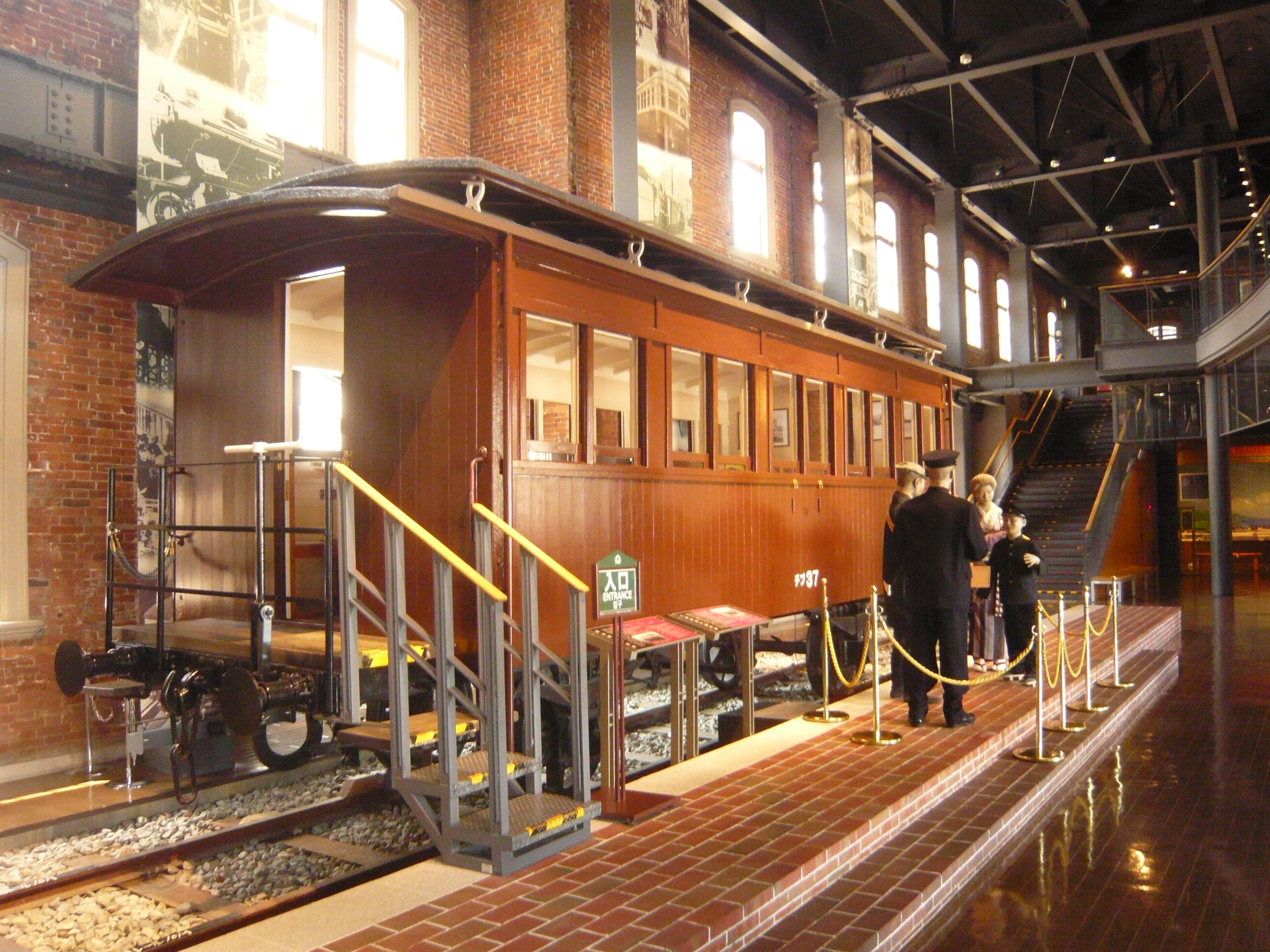
館内1階
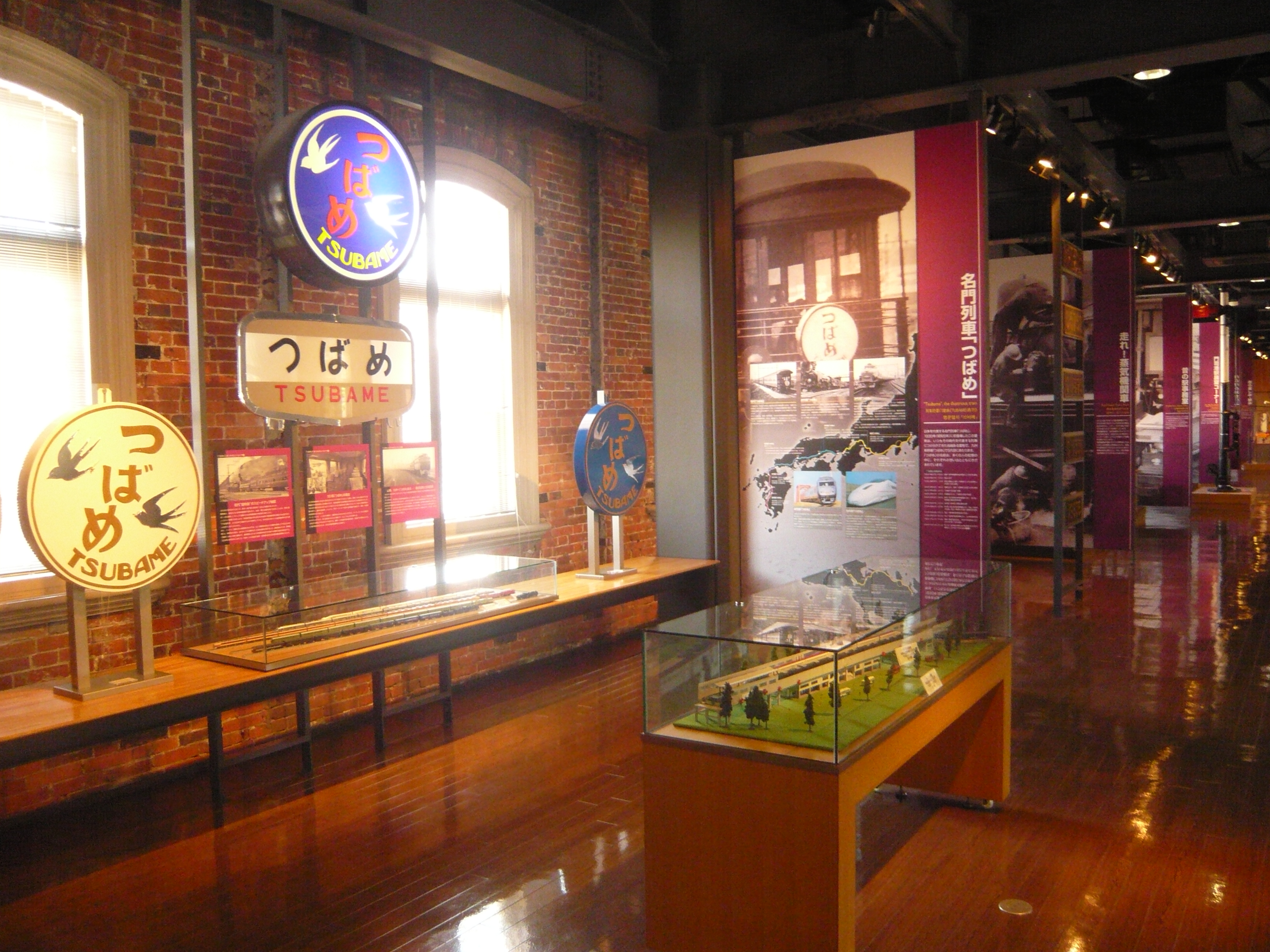
館内2階
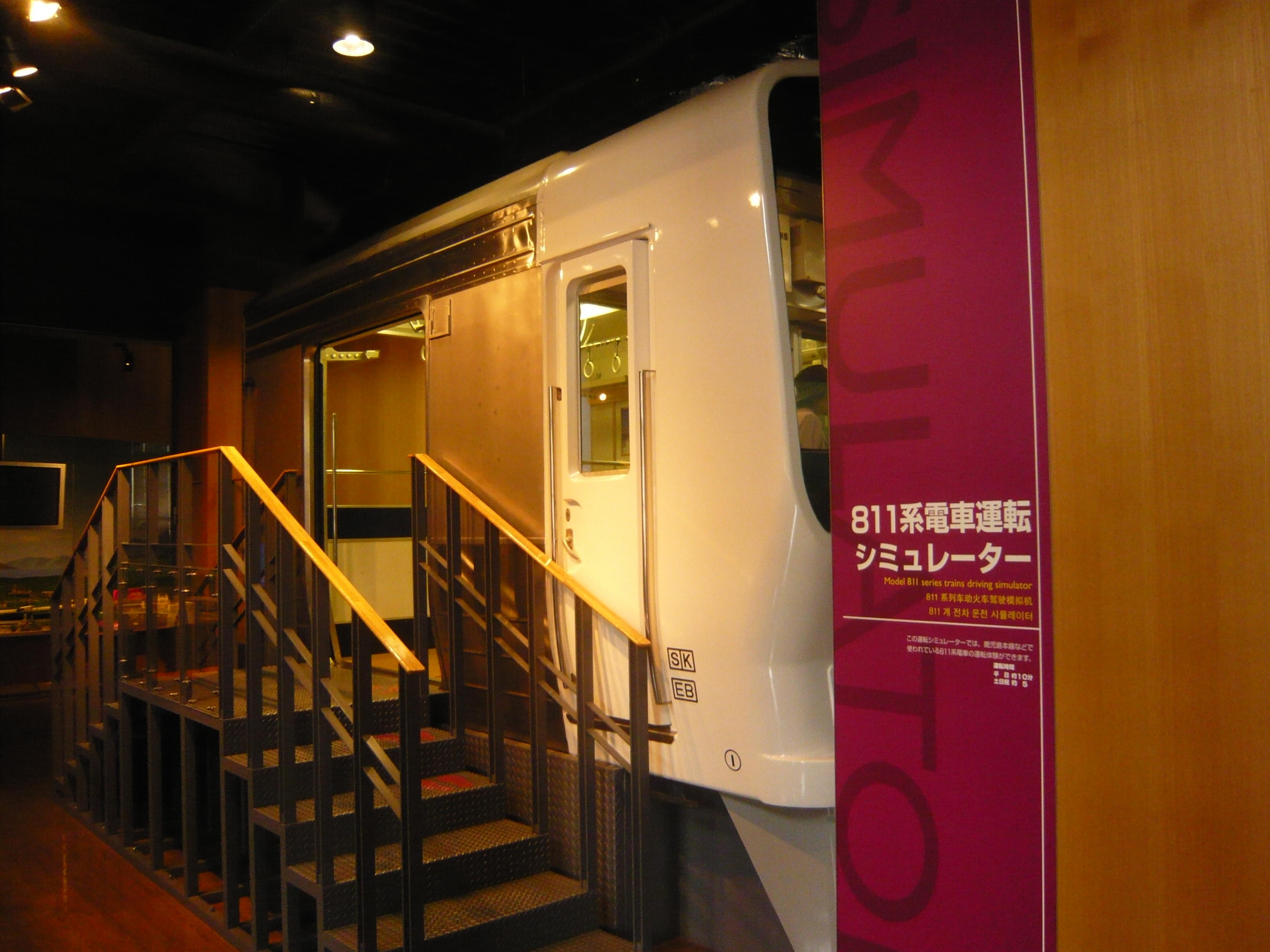
運転シミュレーター

## 保存車両

### 車両展示場
9600形蒸気機関車 59634
1922年川崎造船所製。米坂線で使用されていたが1974年に後藤寺機関区に転属し筑豊地区で1年ほど使用され、廃車後に小倉工場で保存展示されていたものを移設した。
C59形蒸気機関車 C59 1
1941年汽車製造製。1956年から1965年の廃車まで鹿児島本線で使用され、廃車後に小倉工場で保存展示されていたものを移設した。準鉄道記念物指定。
EF10形電気機関車 EF10 35
1941年東芝製。門司区の大里不老公園に保存展示されていたものを修復・移設した。関門トンネル向けのステンレス車体である。
ED72形電気機関車 ED72 1
1961年東芝製。門司区の老松公園に保存展示されていたものを修復・移設した。
キハ07形気動車 キハ07 41（キハ42055）
1937年日本車輌製。宮原線で使用され1969年廃車され大分運転所で保管されていたものを修復・移設した。国の重要文化財であるため、車内公開日を除いて、車内への立ち入りが禁止されている。
クハ481形制御車（485系電車）クハ481-603
1969年日本車輌製。小倉工場で保管されていたもの。車内見学可能。グリーン車だったクロ481-5を1983年度に普通車に改造した車両で、窓割にグリーン車当時の面影がある。
クハネ581形制御車（581系電車）クハネ581-8
1968年日立製作所製。715系のクハ715-1を外装のみ復元し、小倉工場で保管されていたもの。車内見学可能。一部の下段寝台がセットされた状態であるが、ロングシート・吊革が残るなど、内装は715系のままである。
14系寝台客車スハネフ14 11
1971年日本車輌製。2010年に除籍。車内見学可能。トレインマークは「さくら」となっている。
セラ1形石炭車（貨車） セラ1239
鞍手町中央公民館で保存されていたものを修復・移設した。

### 館内
チブ37
九州鉄道が発注した客車で耶馬渓鉄道（のち大分交通耶馬渓線）に譲渡され、廃車後に大分県中津市の飲食店で保存されていたものを復元・移設した。
手用制動機付2軸三等客車で同形車はチブ1-47（除く35）バンデルチーベン製及び小倉工場製。明治44年1月16日車両称号規程によりハフ3327-3372形式（形式3327）となったが明治44年8月再改記しハフ4745-4790（形式4745）となった。このチブ37は明治42年5月 小倉工場製で、昭和4年耶馬渓鉄道の改軌時に同形車4両と共に払い下げられた。履歴はチブ37→フハ3362→フハ4780→耶馬渓鉄道ハフ5→ハフ25

### 前頭部展示
いずれも運転台を見学することが可能。
EF30形電気機関車 EF30 3
1961年三菱電機、新三菱重工製。大分運転所（現・大分車両センター）で保管されていたものを移設した。JR九州継承時には動態保存機だったが、1995年に除籍されたのち、2006年3月に前頭部を残して解体された。
ED76形電気機関車 ED76 1
1965年日立製作所製。小倉総合車両センターで保管されていたものを移設した。
クハ481形制御車（485系電車）クハ481-246
1973年東急車輛製造製。2013年に除籍。
このほか、2002年2月22日に発生した鹿児島本線列車衝突事故で廃車になったクハ810-2の前頭部が運転シミュレーターとして活用されている（後述参照）。

### 保存車両の画像

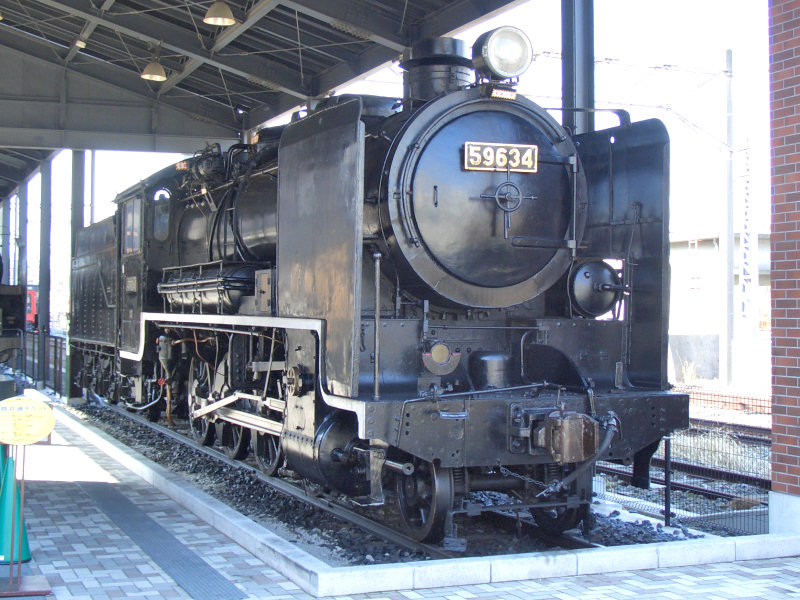
59634
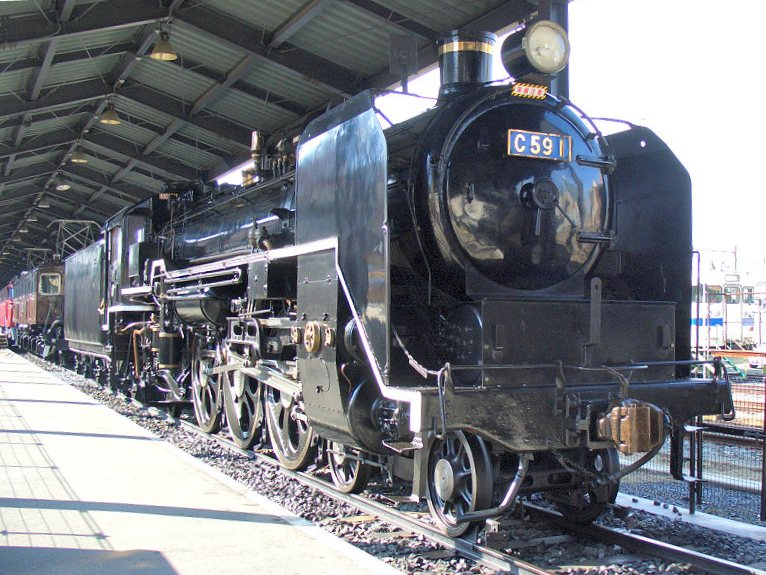
C59 1
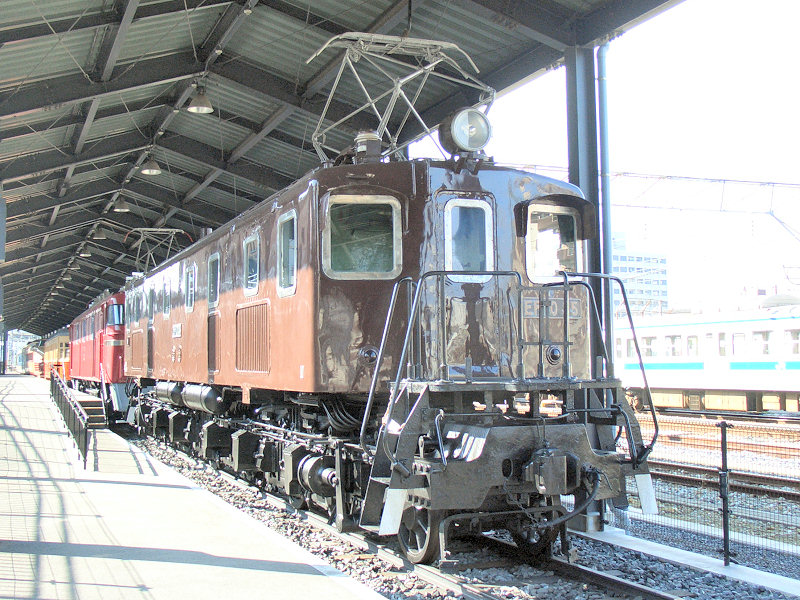
EF10 35
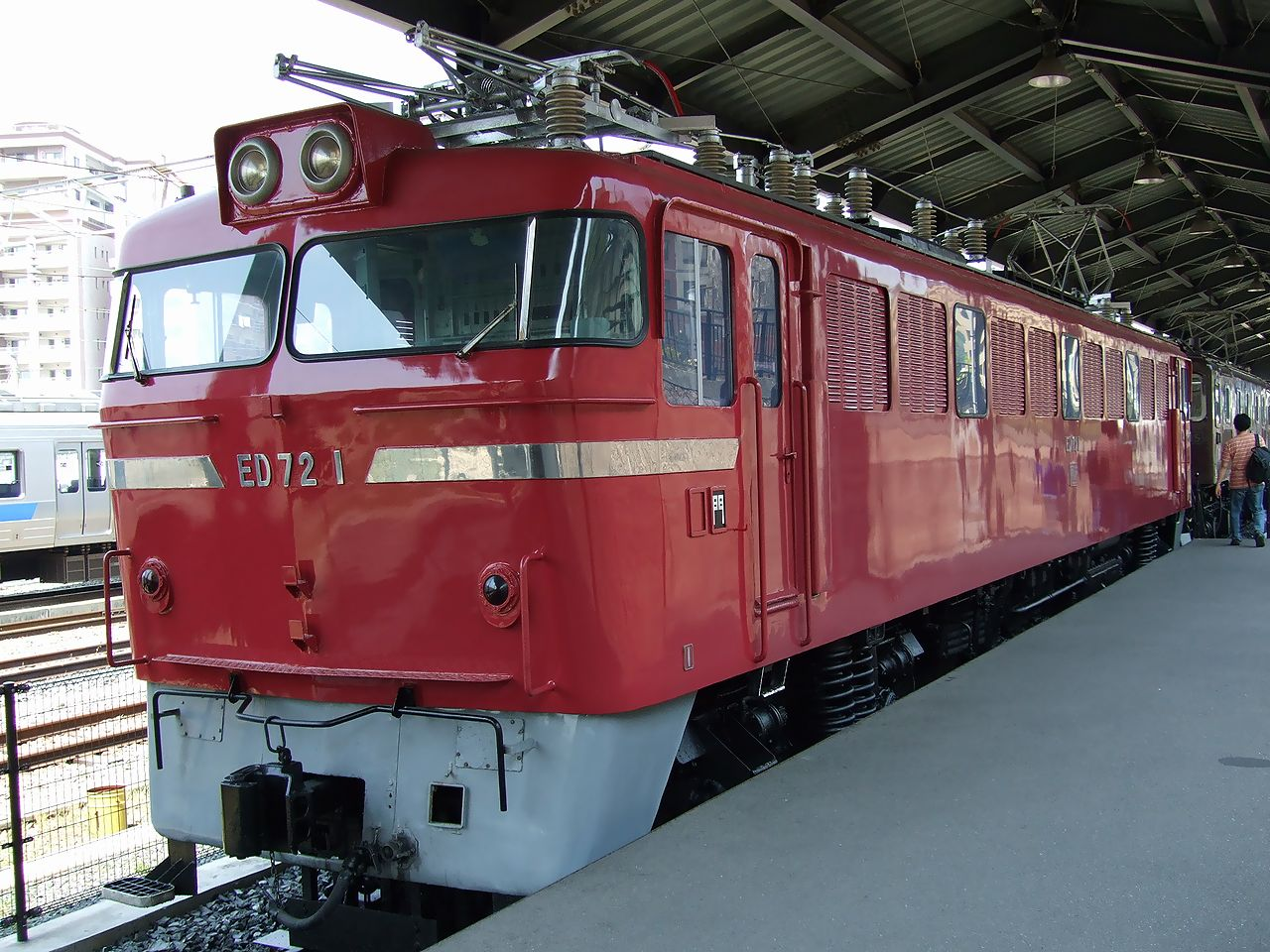
ED72 1
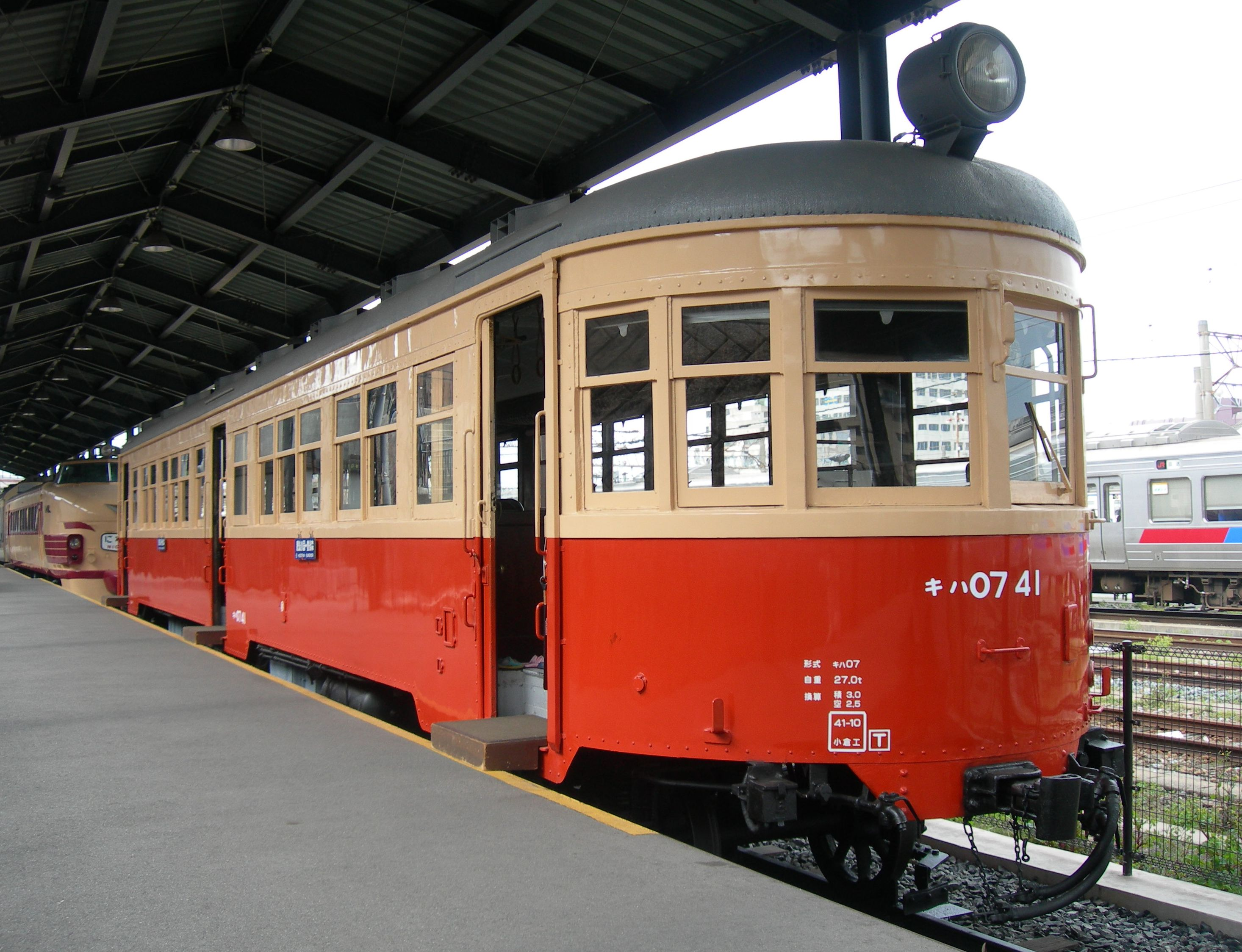
キハ07 41
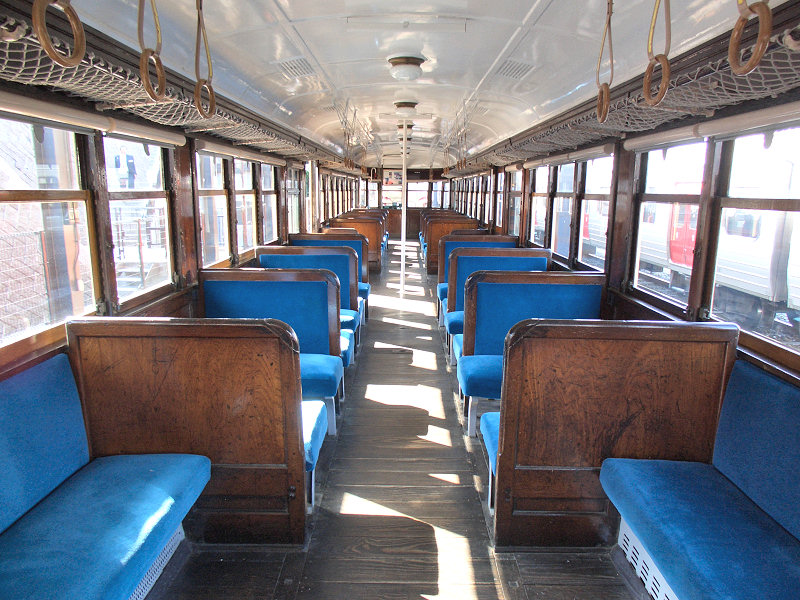
キハ07 41 車内
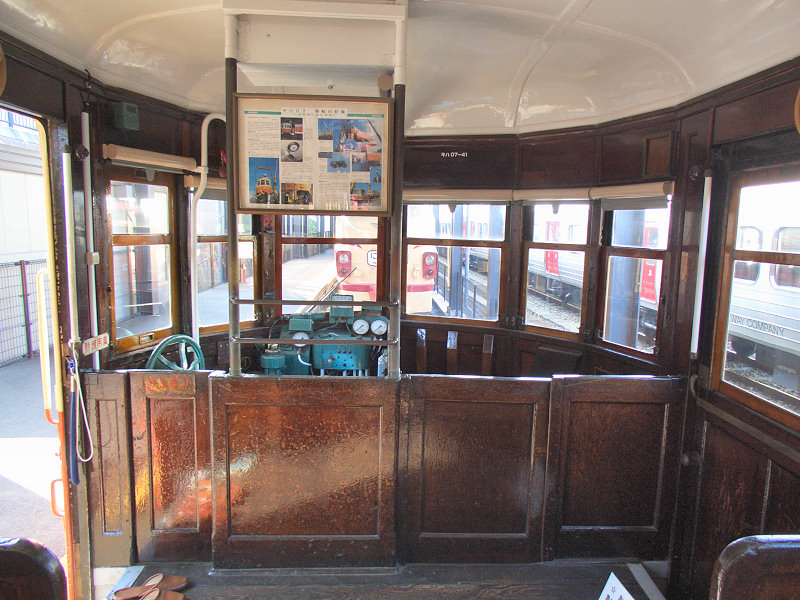
キハ07 41 運転台
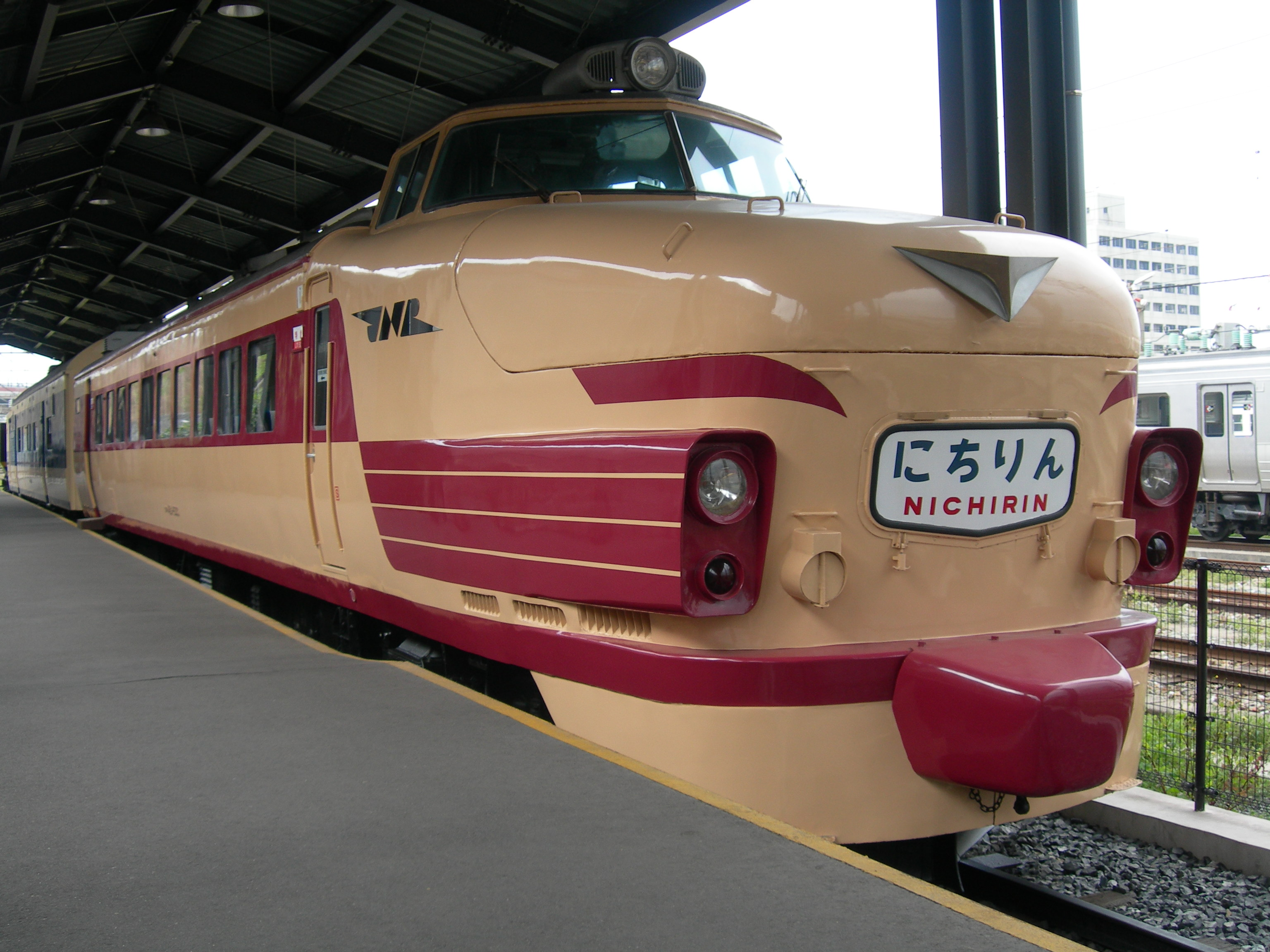
クハ481-603
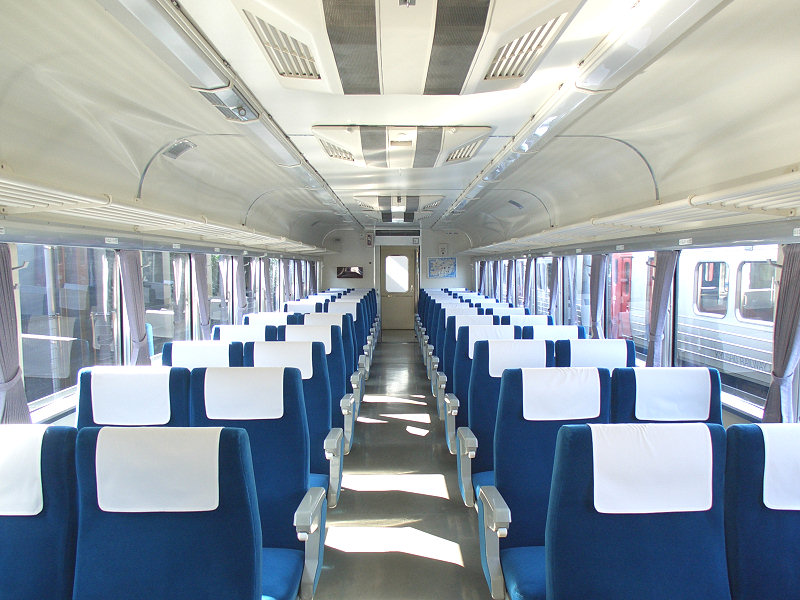
クハ481-603 車内
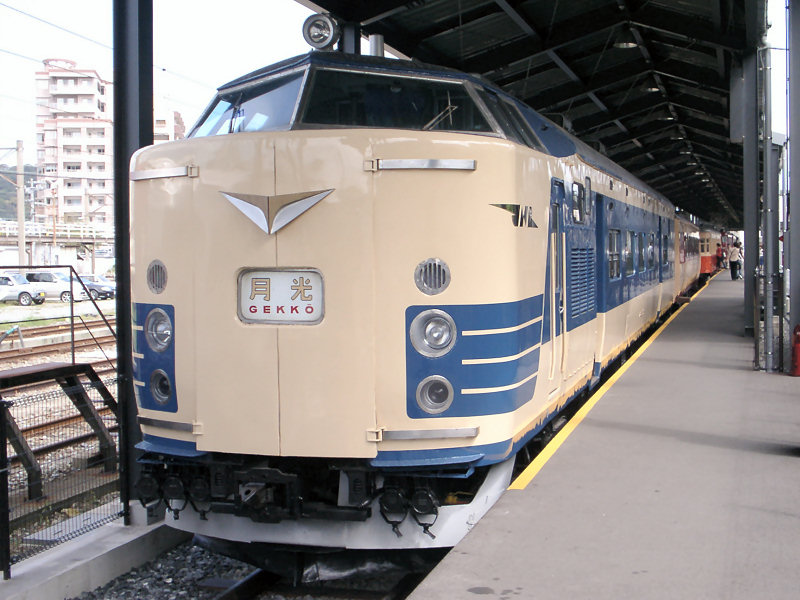
クハネ581-8
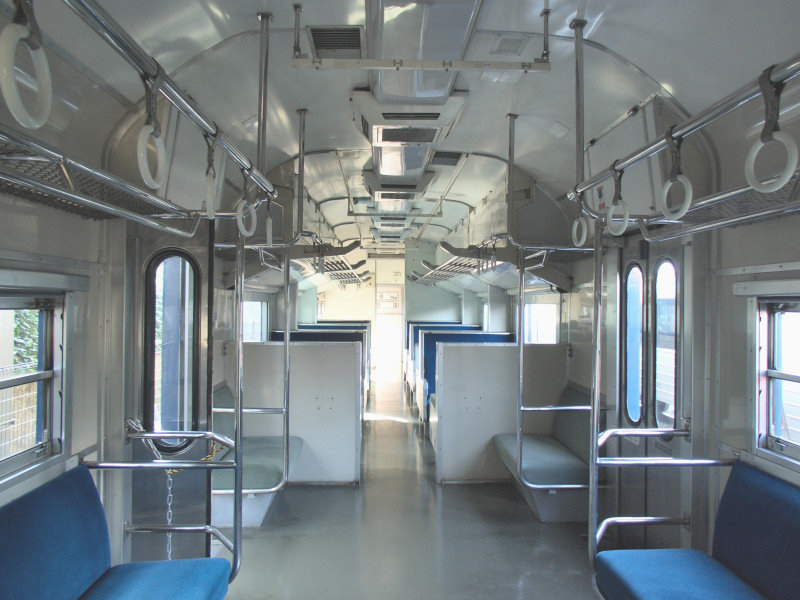
クハネ581-8 車内
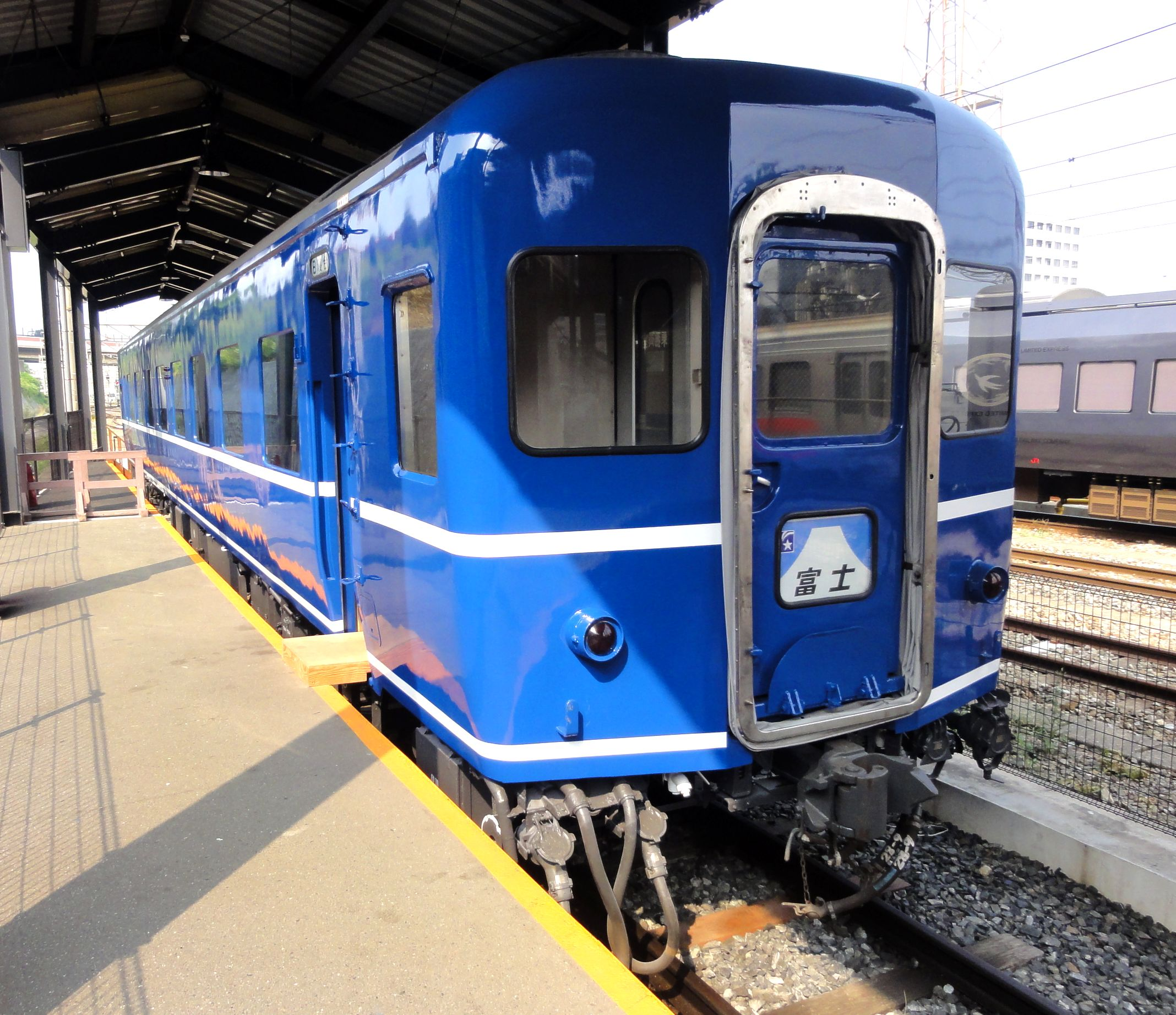
スハネフ14 11
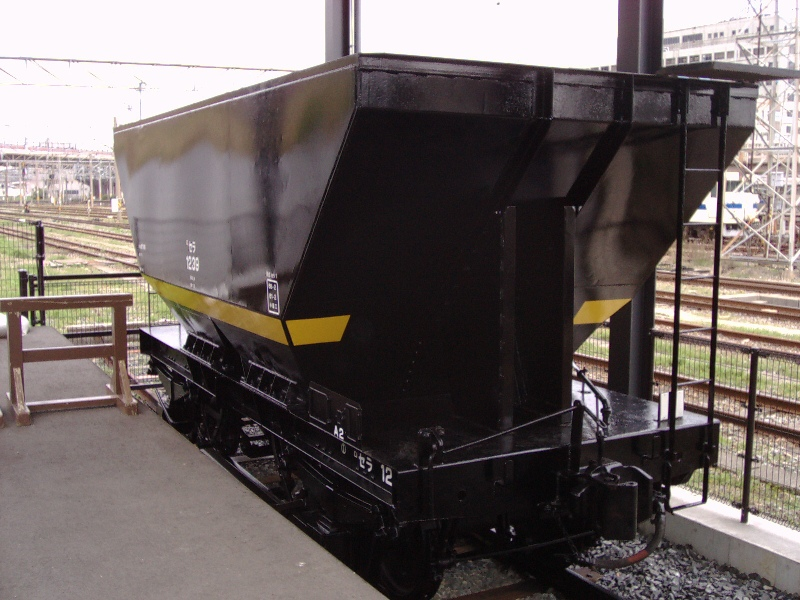
セラ1239
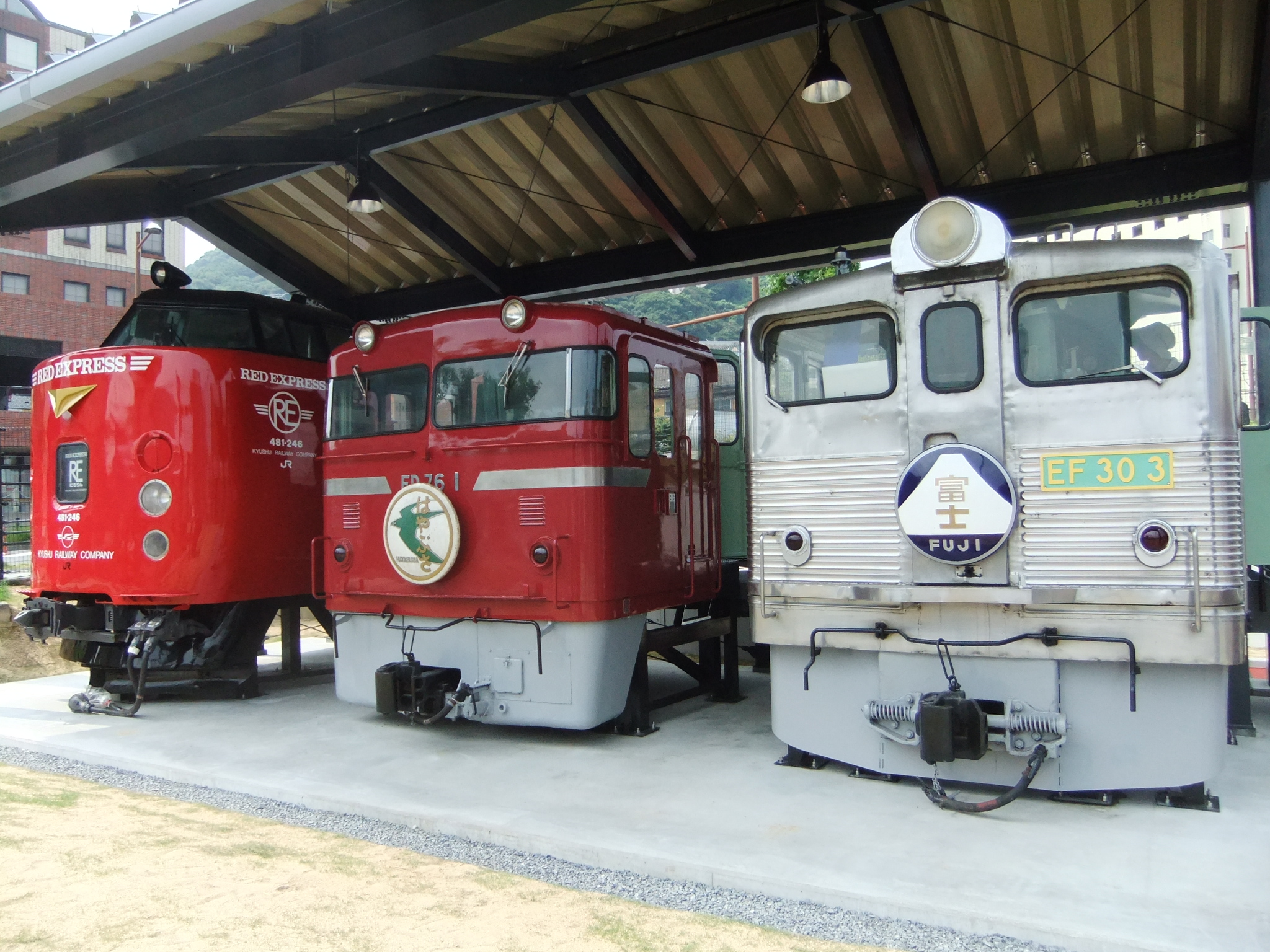
クハ481-246、ED76 1、EF30 3 前頭部展示

## その他の収蔵品
福間駅旧跨線橋の鉄柱一組
「明治四十四年　鐵道院」および「浦賀渠舩株式會社製造」の文字が鋳込まれた鋳造品。同じ物が福間駅みやじ口の駅前広場にモニュメントとして保存され、また二日市駅の跨線橋ではいまだ現役として使用されている。

## 811系運転シミュレーター
先述のクハ810-2（現車ではリニューアル工事が開始されているが、当シミュレーターは原色のまま保存。また編成札はP811に差し替えている）の前頭部を利用したシミュレーターが設置されている。制作は音楽館。モックアップのシミュレーターが多い中、実車の廃車体を利用したシミュレーターは珍しいという。

開館当初は、門司港 - 西小倉間往復のみであったが、2011年のリニューアルで門司港 → 折尾間に延長されている。ここでは2011年のリニューアル後について説明を行う。モーター音は811系P1編成で収録、映像はカメラの取り付けの都合上、813系R205編成で収録したものを使用している。
レベルは[ビギナー（初級）]・[ノーマル（中級）]・[プロフェッショナル（上級）]の３つ。[ビギナー]では、音声ガイド＋画面ガイド、[ノーマル]では画面ガイドによる操作支援を行っているという。プロフェッショナルモードではこれらのガイドがなく、さらにATS動作時にATS確認ボタンを押さないとATS非常ブレーキが動作するようになっている。（稼働後に運用を開始し、現在の実車で使用されているATS-DK形は盛り込まれていない。）また、液晶式スタフ（運転士用の時刻表）が設置され、プレイ開始時刻（門司港出発）から自動的に折尾までの臨時ダイヤを生成しているという。
運転評価は『信号・制限の遵守』・『定時運転』・『停車時衝動』・『停止位置目標との誤差』・『非常ブレーキ動作』の５項目、各２０点の持ち点で減点方式により評価され、運転後に採点（5項目の合計）と、それに応じた称号がもらえる。称号は、ビギナーが『もうすこしがんばりましょう』と『よくできました』。ノーマル・プロフェッショナルが『見習運転士』・『一般運転士』・『指導運転士』となっている。車掌の音声が実装され、ユーザー交代ごとに女性と男性が入れ替わり、案内放送を行う。また、音楽館特有のオーバーラン後のお詫び放送も収録しているという。
なお、3段階からのレベル選択、プロフェッショナルでのATS扱い、車掌放送（男女交互に流れる）などは、JR九州からの希望で実装された。

## 交通
公共交通機関など
- 九州旅客鉄道（JR九州）鹿児島本線 門司港駅から徒歩。
- 西鉄バス北九州 清滝一丁目九州鉄道記念館前バス停から徒歩。
- 平成筑豊鉄道門司港レトロ観光線（北九州銀行レトロライン） 九州鉄道記念館駅から徒歩。 ※季節運行。

自動車
- 関門自動車道 門司港インターチェンジ (IC) より7分。 ※同ICは、中国自動車道方面からのみ利用できるハーフICである。
- 九州自動車道 門司ICより8分。
- 北九州高速道路 春日出入口より5分。